# Отманлийска джамия
Отманлийската джамия (на гръцки: Τεμένους στο Μαυρορράχη) е недействащ мюсюлмански храм в солунското село Маврорахи (Отманли махала).
Сградата е построена в края на XVIII – началото на XIX век и е единствената историческа сграда в Маврорахи. През годините има промени във вида на сградата и в употребата ѝ. В 1996 година джамията е обявена за паметник на културата.